# (4689) Donn
(4689) Donn est un astéroïde de la ceinture principale.

## Description
(4689) Donn est un astéroïde de la ceinture principale. Il fut découvert le 30 décembre 1980 à la station Anderson Mesa par Edward L. G. Bowell. Il présente une orbite caractérisée par un demi-grand axe de 2,29 UA, une excentricité de 0,07 et une inclinaison de 5,2° par rapport à l'écliptique.

## Compléments